# Plisseeanlage

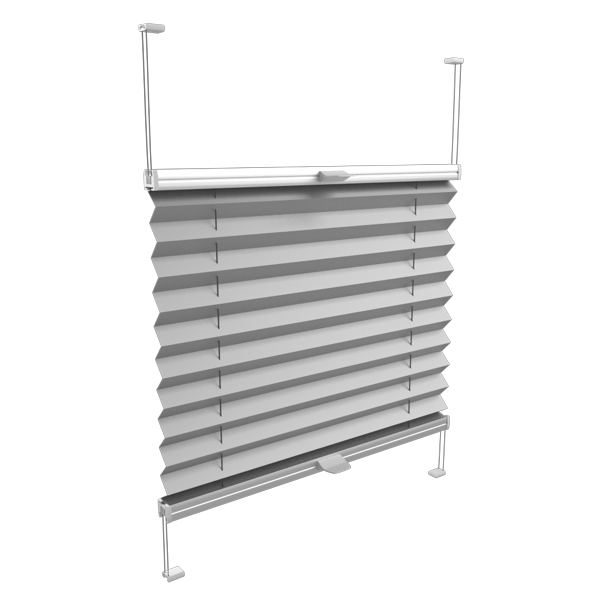
Grafische Darstellung eines Standard-Plissees

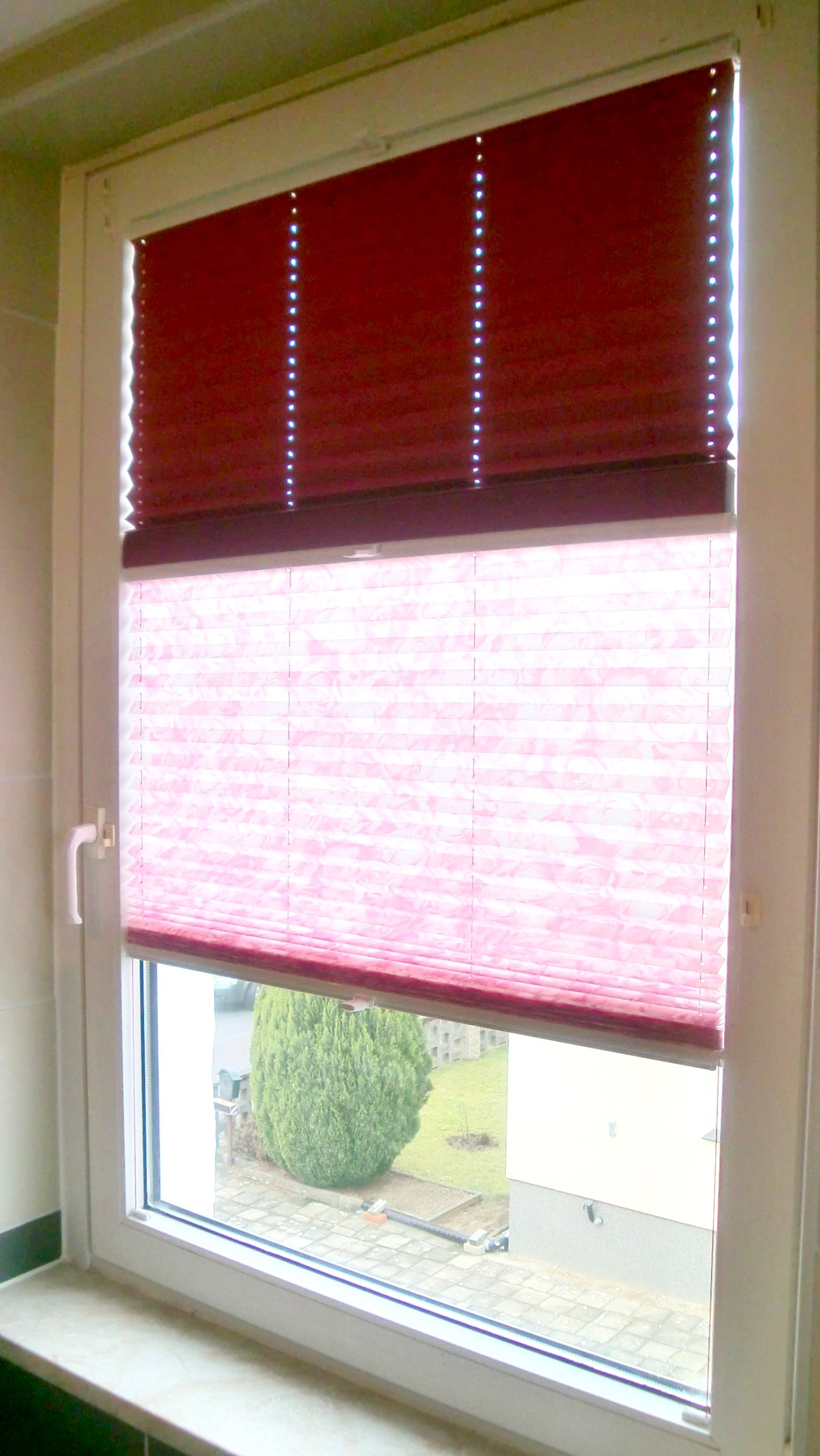
Plisseeanlage als Tag/Nachtanlage mit verschiedenen Stoffen; verspannt in Glasleiste montiert

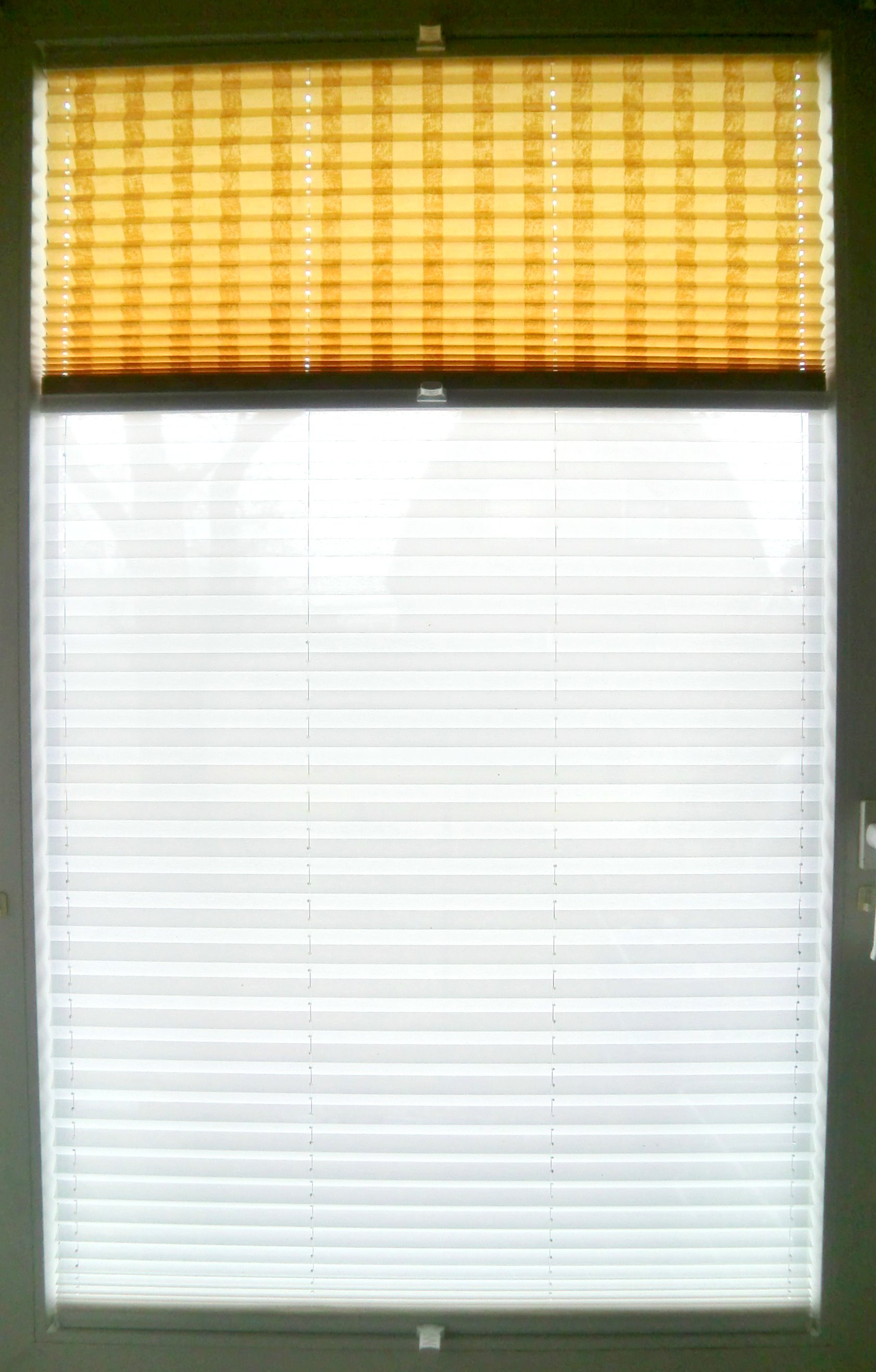
Plisseeanlage

Als Plisseeanlage bezeichnet man eine Form des Sonnenschutzes am Fenster, die artverwandt mit einem Rollo ist. Der Stoff wird jedoch nicht wie beim Rollo auf einer Welle aufgewickelt, sondern ist vorgefaltet (plissiert) und wird ziehharmonikaartig zu einem Paket zusammengeschoben. Für die Anlagen sind auch die Bezeichnungen Faltstore, Faltrollo, Raffrollo, Plisseevorhang oder verkürzend Plissee gebräuchlich.
Plisseeanlagen gehören im Bereich des innenliegenden Sonnenschutzes zu den vielseitigsten Modellen, da sie in vielen geometrischen Formen hergestellt werden können. Neben rechteckigen Anlagen gibt es auch dreieckige, trapez- oder halbkreisförmige Plisseeanlagen. Die obere und untere Schiene der Anlage können auch beweglich montiert werden, so dass Plisseevorhänge je nach Bedarf auch nur Teilflächen des Fensters verschatten.
Während Rollos oder herkömmliche Jalousien immer am oberen Fensterflügel oder oberhalb des Fensters befestigt sind, können Plissees hingegen flexibler montiert werden. Da Plissees auch von unten nach oben bedient werden können, lassen sich die Faltstores dadurch auch am unteren Fensterrand sowie mittig des Fensters positionieren. Durch die Kombination verschiedener Einstell-Positionen an mehreren nebeneinanderliegenden Fenstern bricht die oftmals karg wirkende Fläche optisch auf und die Plissees schaffen einen interessanten, dekorativen Eindruck.
Durch den Einbau weiterer in der Mitte befindlicher, beweglicher Schienen können die Anlagen auch mit zwei unterschiedlichen Stoffen ausgestattet werden, beispielsweise mit einem blickdichten und lichtdurchlässigen Stoff für den Tag, und einem abdunkelnden Stoff, um Räume bei Bedarf vollständig vor Licht zu schützen. Die gewünschte Lichtdurchlässigkeit lässt sich so durch einen Handgriff verändern (sogenannte Tag/Nachtanlagen).
Die Bedienung von Plissees erfolgt entweder mit Griffen, Zugschnüren, Zugketten oder auch elektrisch. Für Plissees sind verspannte und freihängende Modelle erhältlich. Der größte Unterschied dieser beiden Bauarten liegt in den möglichen Maximalabmessungen, innerhalb derer ein Plissee gefertigt werden kann. Freihängende Anlagen können in einer größeren Breite hergestellt werden, da die fest montierte Oberschiene auch bei größerem Gewicht der Anlage nicht durchbiegen kann.
Plissees sind für die senkrechte Montage entwickelt worden, mit einer empfohlenen maximalen Neigung, wie es beispielsweise bei Kippfenstern im geöffneten Zustand der Fall ist. Für größere Neigungen von Fenstern gibt es Sonderlösungen. So sind beispielsweise Dachfensterplissees mit seitlichen Führungsschienen erhältlich, die das System zusätzlich stützen. Für Wintergärten sind sogenannte Plafondanlagen erhältlich. Diese werden mit zusätzlichen Drahtseilen gefertigt und ermöglichen dadurch sogar eine horizontale Montage an der Decke.
Die verwendeten Stoffe sind in unterschiedlichen Transparenzgraden unterteilt und können zusätzlich auf der Rückseite mit einer Beschichtung versehen sein, um Sonnenlicht – und damit Hitze – besonders gut zu reflektieren. Die Beschichtungen können aufgedampft werden, um gute Hitzereflexion bei gleichzeitiger Transluzenz zu gewährleisten, oder aber als zusätzliche Schicht in weiß, silber oder perlmuttfarben auf dem Stoff aufgebracht werden. Diese Stoffe sind dann vollständig lichtundurchlässig.

## Herstellungsablauf
- Standard Plisseeanlagen:

Plisseeanlagen in standardisierten Maßen werden in großen Mengen maschinell hergestellt, daher sind die Stoff-Auswahl sowie die verfügbaren Maße eingegrenzt. 
- Kundenspezifische Plisseeanlagen:

Es gibt diverse Hersteller für kundenspezifische gefertigte Plisseeanlagen, diese nennt man Konfektionäre. Ein Konfektionär bringt die unter Lizenz erworbene Systemtechnik (bspw. Cosiflor) vom Systemgeber mit den Plisseestoffen und Wabenstoffen der Webereien zusammen und passt beides auf die individuellen Kundenmaße an.

## Die Transparenzgrade auf einen Blick
- Transparent: Transparente Plissee-Stoffe wirken ähnlich wie Gardinen und sind attraktive Raumdekorationen. Sie geben einen leichten Sicht- sowie Sonnenschutz.
- Halbtransparent: Halbtransparente Plissee-Stoffe geben einen besseren Sichtschutz als die transparenten Faltstores, wobei die lichtdurchlässigen Gewebe noch ausreichend Helligkeit ins Zimmer lassen.
- Dimout: Ein Dimout-Plissee dunkelt das Fenster stark ab und lässt kaum Helligkeit in den Raum, daher werden Dimout-Stoffe vorrangig im Schlafzimmer oder am Bildschirmarbeitsplatz eingesetzt.
- Blackout: Sehr dichte Gewebe bietet ein Blackout-Plissee. Diese Stoffe schaffen eine vollständige Verdunklung.

## Herstellung und Stoffvarianten
Grundsätzlich werden Plisseestoffe unter Einsatz von Druck, Wärme und Feuchtigkeit hergestellt. Man unterscheidet hier die manuelle und maschinelle Herstellung:
Manuelle Herstellung: Mittels Pappschablonen, die als Unter- und Deckblatt die Stoffbahn umschließen, wird der Stoff fixiert. Mit Hitze und Dampf werden die Falten dauerhaft per Hand in den Stoff eingearbeitet.
Maschinelle Herstellung: Diese Form der Herstellung erlaubt eine breitere Bandbreite an Falten-Varianten. Die Breite der Falten sowie ihre Legung kann frei bestimmt werden. Weiterhin kann der Stoff beispielsweise durch Verzerren, Strahlen oder Crushen (hier wird der Stoff zusammengedrückt, die Oberfläche wirkt anschließend wie geknülltes Papier) behandelt werden. Auch die maschinell hergestellten Plissees müssen mit Dampf und Hitze fixiert werden.
Bei der Herstellung von Plissee-Stoffen spielt das Material eine große Rolle. Naturfasern wie Seide und Wolle lassen sich beispielsweise nicht permanent plissieren. Besonders gut für dauerhafte Falten eignen sich Polyestermischungen ab ca. 45 % Gewebeanteil.

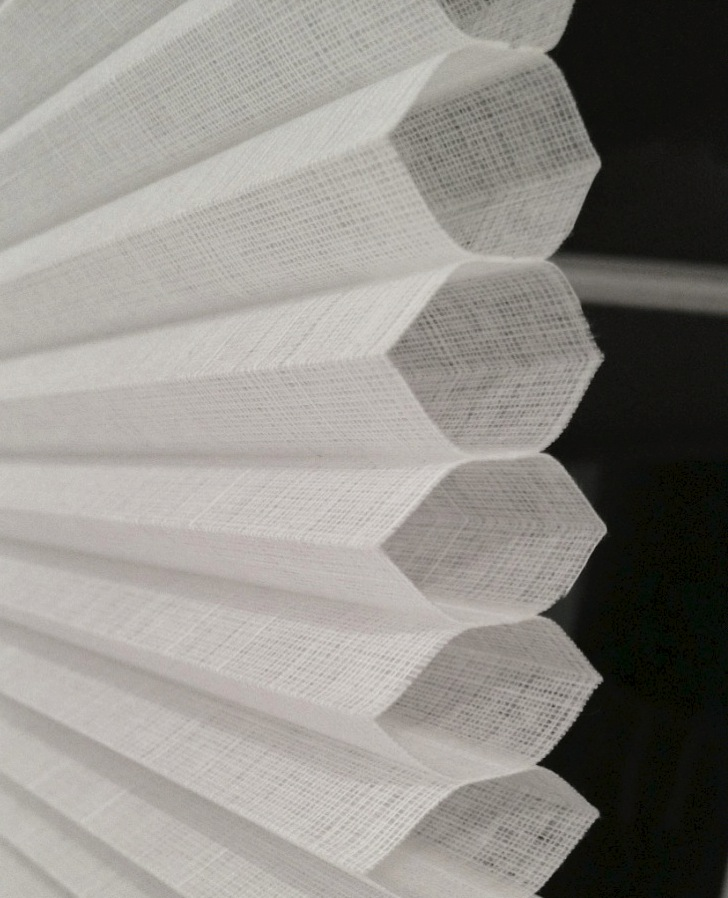
Detail Wabenplissee, Screen-Stoff weiß halbtransparent

Eine Weiterentwicklung von Plisseeanlagen stellen Wabenplisseeanlagen dar. Dabei ist der Behang im Vergleich zu herkömmlichen Plisseeanlagen doppelt ausgeführt. Der daraus resultierende Luftpolster zwischen den beiden verbundenen, plissierten Stoffbahnen wirkt sich positiv auf Wärmedämmung und Raumakustik aus. Die für Plisseeanlagen konstruktiv notwendigen senkrecht verlaufenden Schnüre sowie Stanzlöcher bleiben bei Wabenplisseeanlagen zwischen den Stoffbahnen verborgen. Das mögliche Einsatzgebiet (Fensterformen, Verspannung) sowie die verfügbaren Dessinfarben- und Muster entsprechen jenem von klassischen Plisseeanlagen. Nachteil von Wabenplisseeanlagen ist hingegen die aufwändigere Reinigung.

## Typen Plissees

### Akkordeon/Messerfalte

Knife pleat

Akkordeonfalten oder Messerfalten sind eine Form enger Falten, die es dem Kleidungsstück ermöglichen, seine Form zu erweitern, wenn es sich bewegt. Akkordeonfalten werden auch für einige Kleiderärmel verwendet, z. B. das Falten des Ellbogenendes, wobei die Fülle der Falte eng an der Manschette gerafft wird. Diese Form des Plissierens inspirierte den „Rocktanz“ von Loie Fuller. Akkordeonfalten können auch in Handfächern verwendet werden.

### Kellerfalten

Box pleats

Double box pleats

Doppelte Kellerfalten sind Messerfalten Rücken an Rücken und haben die Tendenz, aus der Taille herauszuspringen. Sie haben das gleiche Verhältnis von 3:1 wie Messerfalten und können auch gestapelt werden, um „Stapel-“ oder „Doppelkastenfalten“ zu bilden. Diese Kellerfalten erzeugen mehr Fülle und haben ein Verhältnis von 5:1. Sie erzeugen auch eine voluminösere Naht. Kellerfalten haben die „Box“ auf der Innenseite und nicht auf der Außenseite.

### Patrone/Patronenfalten

Cartridge pleats

Patronenfalten werden verwendet, um eine große Stoffmenge zu einem schmalen Bund oder Ärmel zu raffen, ohne die Naht voluminöser zu machen. Diese Art der Klassierung lässt auch den Stoff des Rocks oder Ärmels aus der Naht herausspringen. Während des 15. und 16. Jahrhunderts war diese Form des Faltens in der Kleidung von Männern und Frauen beliebt. Der Stoff wird mit zwei oder mehr Heftstichen gleichmäßig gerafft, und die Oberseite jeder Falte wird mit Überwendlichstich auf den Bund oder die Ärmel genäht. Patronenfalten wurden in der Mode der 1840er-Jahre wiederbelebt, um die zunehmend vollen glockenförmigen Röcke an der modischen schmalen Taille zu befestigen.

### Geriffelt
Riffelfalten sind sehr kleine, abgerundete oder gepresste Falten, die als Besatz verwendet werden. Der Name kommt von ihrer Ähnlichkeit mit einer Panflöte.

### Fortuny
Fortuny-Falten sind knackige Falten, die der Designer Mariano Fortuny Anfang des 20. Jahrhunderts in Seidenstoffe einfügt, wobei ein geheimes Verfahren zum Faltenlegen verwendet wird, das immer noch nicht verstanden wird.

### Bienenwabe
Wabenfalten sind schmale, gerollte Falten, die als Grundlage für smok smocking verwendet werden.

### Trete
Gehfalten sind kurze Falten, die vom unteren Saum von Kleidungsstücken wie Röcken oder Mänteln nach oben führen, normalerweise am Rücken. Sie lassen das Kleidungsstück im Stillstand gerade nach unten fallen und ermöglichen gleichzeitig Bewegungsfreiheit.

### Kingusie/Kingussie-Falten

Kingussie pleats

Kingussie-Falten, benannt nach der Stadt in Schottland, sind eine sehr seltene Art von Falten, die in einigen schottischen Kilts verwendet werden. Sie bestehen aus einer einzelnen zentral angeordneten Kellerfalte auf der Rückseite des Kilts mit Messerfalten, die sich auf beiden Seiten auffächern.

### Messer
Messerfalten werden für grundlegende Raffzwecke verwendet und bilden eine glatte Linie, anstatt von der Naht zu springen, an der sie gerafft wurden. Die Falten haben ein Verhältnis von 3:1 – drei Zoll Stoff ergeben eine fertige Falte von einem Zoll. Messerfalten sind daran zu erkennen, dass sie sich in der Naht überlappen.

### Organ
Orgelfalten sind parallele Reihen weich abgerundeter Falten, die den Pfeifen einer Pfeifenorgel ähneln. Carl Köhler schlägt vor, dass diese durch Einfügen eines oder mehrerer Keile in eine Stoffbahn hergestellt werden.

### Plissee
Plissee-Falten sind schmale Falten, die durch Raffen von Stoff mit Stichen, Befeuchten des Stoffs und „Setzen“ der Falten hergestellt werden, indem man den nassen Stoff unter Gewicht oder Spannung trocknen lässt. Leinenhemden oder Kittel, die mit dieser Technik plissiert wurden, wurden in den Wikingergräbern des 10. Jahrhunderts in Birka gefunden.

### Gerollt
Rollfalten erzeugen röhrenförmige Falten, die von oben nach unten über die Länge des Stoffes verlaufen. Ein Stück des zu plissierenden Stoffes wird zusammengedrückt und dann gerollt, bis es flach am Rest des Stoffes anliegt und einen Schlauch bildet. Eine Variation der Rollfalte ist die Stapelfalte, die ähnlich gerollt wird und mindestens fünf Zoll Stoff pro fertiger Falte erfordert. Beide Falterarten erzeugen eine bauschige Naht.

### Watteau
Watteau-Falten sind eine oder zwei Kellerfalten, die am hinteren Ausschnitt von Sackrückenkleidern aus dem 18. Jahrhundert und einigen Teekleidern aus dem späten 19. Jahrhundert in Nachahmung dieser gefunden werden. Der Begriff ist nicht zeitgenössisch, wird aber von Kostümhistorikern in Bezug auf diese Stile verwendet, wie sie in den Gemälden von Antoine Watteau dargestellt werden. Antoine Watteau.